# Décomposition de Wold
La décomposition de Wold ou décomposition de Wold-von Neumann est un résultat d'analyse fonctionnelle décrivant les isométries d'un espace de Hilbert.

## Énoncé
Définition — Soient H un espace de Hilbert et T:H → H une isométrie. On dit que T est un opérateur de décalage si, pour tout élément x de H, {\displaystyle T^{*n}x\to 0} quand {\displaystyle n\to +\infty }.
Théorème — Soient H un espace de Hilbert et T:H → H une isométrie. Il existe F et G deux sous-espaces de H, en somme directe et stables par T, tels que {\displaystyle T|_{F}} est un opérateur de décalage et {\displaystyle T|_{G}} est un opérateur unitaire.

## Version pour un nombre infini d'isométries
Définition — Soit {\displaystyle (H_{n})_{n\in \mathbb {Z} }} une suite d'espaces de Hilbert. Soit, pour tout {\displaystyle n}, {\displaystyle v_{n}:H_{n+1}\to H_{n}} une isométrie. On dit que {\displaystyle (v_{n})_{n\in \mathbb {Z} }} est une famille marquante s'il existe une suite {\displaystyle (L_{n})_{n\in \mathbb {Z} }} d'espaces de Hilbert disjoints et des opérateurs unitaires {\displaystyle \Phi _{n}:H_{n}\to \oplus _{k=n}^{+\infty }L_{n}} vérifiant, pour tout {\displaystyle n}, la relation
{\displaystyle \Phi _{n}v_{n}\Phi _{n+1}^{-1}:(x_{n+1},x_{n+2},\dots )\in \oplus _{k=n+1}^{+\infty }L_{n}\to (0,x_{n+1},x_{n+2},\dots )\in \oplus _{k=n}^{+\infty }L_{n}}.
Théorème — Soit {\displaystyle (H_{n})_{n\in \mathbb {Z} }} une suite d'espaces de Hilbert. Soit, pour tout {\displaystyle n}, {\displaystyle v_{n}:H_{n+1}\to H_{n}} une isométrie. Il existe, pour tout {\displaystyle n}, des sous-espaces de {\displaystyle H_{n}} en somme directe, qu'on note {\displaystyle F_{n}} et {\displaystyle G_{n}}, tels que
- {\displaystyle \forall n\in \mathbb {Z} ,v_{n}F_{n+1}\subset F_{n}} ;
- {\displaystyle \forall n\in \mathbb {Z} ,v_{n}G_{n+1}\subset G_{n}} ;
- la famille {\displaystyle (v_{n}|_{F_{n+1}\to F_{n}})_{n\in \mathbb {Z} }} est marquante ;
- {\displaystyle \forall n\in \mathbb {Z} ,v_{n}:G_{n+1}\to G_{n}} est un opérateur unitaire.

## Analyse des processus stationnaires
En statistiques, une version du théorème de Wold permet de décomposer tout processus faiblement stationnaire en la somme d'une partie « déterministe » et d'une partie « stochastique ».
Théorème — Soit {\displaystyle (X_{t})_{t\in \mathbb {Z} }} un processus stationnaire au sens faible. Il existe une suite de nombres réels {\displaystyle (\alpha _{j})_{j\in \mathbb {N} }}, des processus faiblement stationnaires {\displaystyle U} et {\displaystyle W} tels que
{\displaystyle \forall t\in \mathbb {Z} ,X_{t}=\sum _{j\in \mathbb {Z} }\alpha _{j}U_{t-j}+W_{t}},
et les propriétés suivantes sont vérifiées :
- {\displaystyle \alpha _{0}=1,\sum _{j=0}^{+\infty }\alpha _{j}^{2}<+\infty } ;
- {\displaystyle \forall j,\mathbb {E} (U_{j})=0} ;
- {\displaystyle \forall j,j',\mathbb {E} (U_{j}U_{j'})=0} si {\displaystyle j\neq j'} ;
- {\displaystyle \forall j,j',\mathbb {E} (U_{j}W_{j'})=0} ;
- le processus {\displaystyle W} est déterministe, c'est-à-dire qu'il existe des réels {\displaystyle (\beta _{j}^{N})_{0<j\leq N\in \mathbb {N} }} tels que, pour tout {\displaystyle t}, {\displaystyle \mathbb {E} \left(W_{t}-(\beta _{1}^{N}W_{t-1}+\dots +\beta _{N}^{N}W_{t-N})\right)^{2}\to 0} quand {\displaystyle N\to +\infty }.